# 사나이 오이동
《사나이 오이동》(일본어: 男おいどん)은 하숙인 “하숙관”에 사는 주인공 “오오야마 노봇타”(大山昇太)를 중심으로 한 젊은이들의 청춘군상을 그린 〈마쓰모토 레이지〉의 만화작품이다. 주간 소년 매거진에 1971년 5월 9일호부터 1973년 8월 5일호까지 연재되었다.

## 개요
노후하숙에 다다미 넉 장 반 넓이의 방을 빌려 극빈생활을 보내고 있는 〈오오야마 노봇타〉를 주인공으로 그를 둘러 싼 사람들의 생활을 그리고 있다. 그의 방의 벽장에는 사루마타(남성용 속옷)가 산처럼 쌓여있고 변변히 세탁도 하지 않기 때문에 비가 오면 〈사루마타케〉(일본어: サルマタケ)라 불리는 버섯이 생겨날 정도의 상황으로 극도의 빈곤 덕에 〈사루마타케〉를 식용으로 사용하기도 한다.
세계각국에 출판되어 〈마쓰모토 레이지〉의 주력이 되어 버린 SF작품과는 달리, 일본의 집합주택인 4조반하숙의 하숙인을 다룬 〈대사조반 시리즈〉 중의 한 작품이다. 이 작품은 일본 국내의 〈마쓰모토 레이지〉 팬을 중심으로 뿌리깊은 인기가 있고, 작품에 묘사된 사람들의 정과 주인공의 기개에 대해 참으로 깊은 맛이 있다고 일컫는다.
또, 이 작품은 저자인 〈마쓰모토 레이지〉 본인의 회상록인 것으로 보는 경우가 많아 저자의 인간관을 강하게 나타내는 작품으로 생각되기도 한다. 저자 자신도 본 작품의 캐릭터에 대한 애착이 강해, 쏙 빼닮은 혹은 거의 같은 캐릭터가 다른 작품에도 잠시 등장하기도 한다. 그 가난함 속에서도 성실하고 거의 매일 같이 굶으면서도 힘이 넘치는, 쉽게 흥분해 버리는 난폭함과 넘치는 생명력은 각각의 에피소드에 독특한 분위기를 자아내고 있다.
80년대에 한번 실사판 영화제작의 이야기가 있었지만, 주인공으로 예정된 배우가 고 히로미(郷ひろみ)였기 때문에 원작자인 마쓰모토가 〈고우상에게 원한은 없지만〉이라는 전제하에 〈노봇타는 항상 고우 히로미 같은 미남자를 쓰벌, 쓰벌이라고 분해하고 있는데, 고우 히로미씨가 노봇타역을 맡으면 노봇타가 불쌍하다〉라고 납득하지 않아 중지되었다. 하지만 같은 〈대사조반 시리즈〉 중 한 작품인 《원조대사조반이야기》(일본어: 元祖大四畳半大物語)가 1980년 실사 영화화되었다.

## 줄거리
때는 1970년대, 장소는 일본의 도쿄 분쿄구 혼고.〈재주 없고 많이 먹고 사람과 동물에 해를 끼치지 않는다〉(일본어: 無芸大食人畜無害)를 신조로 가난하지만 거의 정직한 백수 생활을 보내고 있는 키 작고 다리 짧은, 근시, 놈팡이, 사각빤쓰의 괴인이라고까지 불리는 〈오오야마 노봇타〉의 주위에는 어째서 인지 다양한 여성들이 나타나고 사라져 간다.

## 주요 등장인물
오오야마 노봇타(大山昇太)
자신을 칭할 때 오이동이라는 일인칭(규슈 방언)을 사용하는 주인공. 하숙관의 2층 서향의 4조반 방에 산다. 정확한 나이는 알지 못하지만 이야기 중에는 16세 정도로부터 22세 정도까지 진행되고 있다고 생각된다. 고향은 규슈. 중학교를 졸업한 후에 상경, 아르바이트를 하면서 고등학교 정시제 과정의 야간부(야간고등학교)를 다니고 있지만, 직장인 공장에서 짤린 후 중도 퇴학해 버린다. 그럼에도 어떻게든 학교에 돌아가려 하지만 상황은 하루 벌어 하루 먹고 살기에도 빠듯하다. 각 에피소드의 마지막에는 대부분 〈토리, 나는 지지 않아!〉라고 말하지만 거기에 대해 토리는 〈뭘?〉이라고 대답하며 토리 이외에는 심정을 토로할 수 없는 오이동의 고독감을 강조하며 이야기를 맺는다.
하숙관에는 욕실이 있지만 위험하다고 입욕하지 않는다. 자신에게 백선이 있기 때문에 백선균감염증(-〉무좀)의 치료약에 정통해 있다. 자타가 공인하는 백선의 권위자 이기는 하지만 이것이 생활에 도움이 된 적은 없다. 여름에는 습해서 백선이 악화되기 때문에 하숙 안에서는 런닝셔츠와 사각팬티만 입고 서성거리는 경우가 있어 새로 입주한 젊은 여성하숙인에게 잔소리를 듣지만 어느 정도 지난 여성하숙인들은 거의 신경 쓰지 않는다(차라리 동정을 받는다.)라는 〈인간과 동물에게 해를 끼치지 않는다.〉를 실천하고 있다. 어째서 인지 아리따운 여성들과 많은 접점이 있는 염복가이기도 하다.
하숙관의 할머니
하숙관의 소유자이자 관리인이다. 빗자루와 식칼을 휘두르는 등의 힘이 넘치는 노파이지만 후덕한 인정가이기도 하다. 사별한 남편이 있다(감기가 도져서). 〈오오야마 노봇타〉의 집세가 밀리는 경우가 많지만 쫓아내지 않는다. 반대로 굶거나 감기로 쓰러진 〈오오야마〉에게 타마고사케(계란, 일본주, 설탕을 섞은 일본식 음료 우리 식으로 하면 소주에 고추가루 탄 거라고 보면 될까?)와 음식을 주기도 한다. 사람 머리만한 엄청난 크기의 스테이크를 굽는 경우가 있다.
코우라쿠엔의 아저씨(紅楽園のオヤジ)
부인과 중화요리점 〈코우라쿠엔〉(일본어: 紅楽園)을 경영하고 있다. 자식 없는 상태. 덧붙여 〈오오야마 노봇타〉가 좋아하는 가게의 메뉴는 라멘 라이스(라면과 밥)이다. 인정이 있어 때때로 〈오오야마 노봇타〉에게 아르바이트를 제공하기도 하지만 외상은 절대 받아주지 않는다. 다만 감동하거나 동정하는 경우에는 〈한턱〉이라고 칭하는 라멘에 밥과 계란을 넣어 주기도 한다. 가게의 경영상황은 번창하지도 그렇다고 망하지도 않는 상황이지만, 근처의 노동자(블루 컬러)층에게도 인기가 있는 듯 한다.
토리상(トリさん)
〈오오야마 노봇타〉의 방에 있는 새. 하숙관의 하숙인이었던 〈아사노〉상에게서 물려받았다. 해외의 선원으로부터 물려받은 것으로 곧잘 말을 하지만 듣기 거북한 괴성을 낸다. 〈마쓰모토 레이지〉 만화에는 자주 등장하는 특징적인 모습을 한 새이다. 언제나 오이동이 〈잡아 먹겠다〉라고 위협하지만 잡아 먹어도 맛이 없을 듯한 새이기도 하다. 사루마타케와 백선약을 좋아하는 별난 식성으로 종종 〈오오야마 노봇타〉와 먹을 것을 차지하기 위해 싸우는 경우가 있다. 그 밖에도 〈오오야마 노봇타〉가 〈비상식량〉이라 부르는 도둑고양이를 키우기도 했지만 교통사고로 죽어 버린다. 전 에피소드에 걸쳐 기르는 동물은 〈토리상〉뿐이다.
하숙관의 하숙인들
각종 대학생(도쿄대학 등. 실제로 분쿄구 혼고에 살고 있던 〈마쓰모토 레이지〉의 만화에는 도쿄대학 공학부 항공(우주)학과를 졸업한 것으로 보이는 (육, 해군의)기사와 학도병이 자주 등장한다.)와 대학 재수생의 여성, 남성이 들어와 살고 있다. 개중에는 세태를 반영한 듯 부모의 도움으로 경제적으로 편안한 백수인생도 있다. 그 외에도 노름꾼(일본어: ヤーさん 야산[*])과 실업자 등으로 생활이 곤란한 사람들도 있지만 어느 사이엔가 이사를 가버리기도 한다. 하숙에는 주인 할머니를 제외하고는 〈오오야마 노봇타〉가 가장 오래되었다.

## 같이 보기
- 《공룡장이야기》(일본어: 恐竜荘物語)
- 《원조대사조반이야기》(일본어: 元祖大四畳半大物語)
- 《성범인전》(일본어: 聖凡人伝)
- 《와다치》(일본어: ワダチ)
- 《은하철도999》(일본어: 銀河鉄道999)의 TV 애니메이션 에피소드 중 제60화, 61화인〈대사조반혹성의 환상〉(일본어: 大四畳半惑星の幻想) 편과 만화《은하철도999》제 1권의〈대사조반혹성의 환상〉(일본어: 大四畳半惑星の幻想) 편에 등장한다. 하지만 《은하철도999》에서 주인공 〈호시노 데쓰로〉(일본어: 星野鉄郎)가 만난 것은 《사나이 오이동》(일본어: 男おいどん)의 〈오오야마 노봇타〉(일본어: 大山昇太)가 아닌 《원조대사조반이야기》(일본어: 元祖大四畳半大物語)의 〈아다치 후토시〉(일본어: 足立太)이다.